# Turdine
Pour les articles homonymes, voir Turdine (homonymie).
La Turdine est une rivière française qui coule dans le département du Rhône en région Auvergne-Rhône-Alpes. C'est un affluent de la Brévenne en rive gauche, donc un sous-affluent du Rhône par la Brévenne, l'Azergues et la Saône.

## Géographie

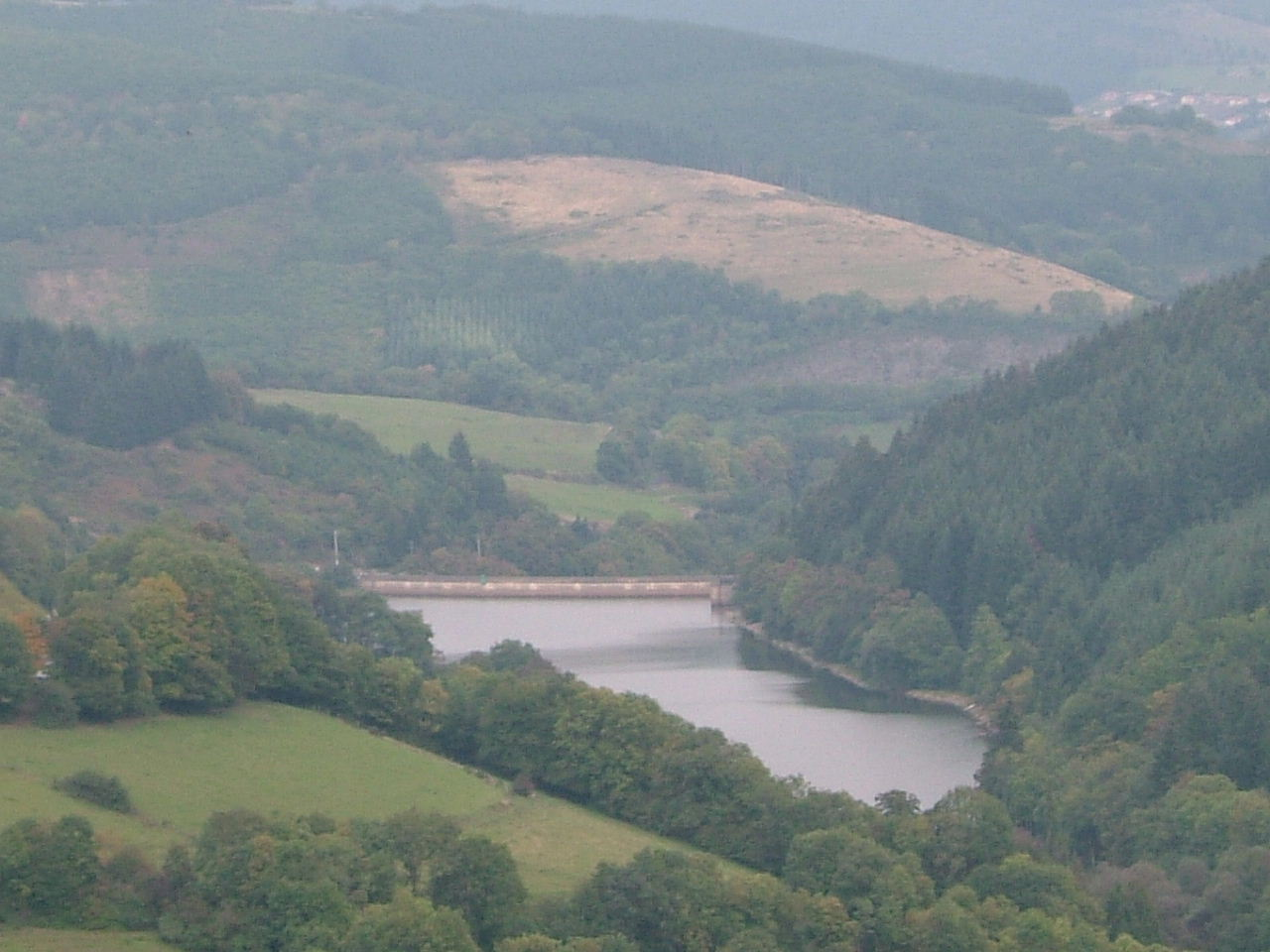
Le barrage de Joux en amont de Tarare.

La Turdine naît dans les confins sud des monts du Beaujolais, au sud du col du Pin Bouchain, sur le territoire de la commune de Joux, à 793 m d'altitude,. Dès sa naissance, elle adopte la direction de l'est-sud-est, orientation qu'elle ne quitte plus jusqu'à la fin de son parcours.
Une partie de ses eaux est retenue par le barrage de Joux en amont de Tarare, à 464 m d'atitude moyenne. Elle reçoit le Boussuivre avant de traverser Tarare où elle est en partie couverte.
Elle finit par confluer dans la Brévenne, en rive gauche, à l'Arbresle, à 234 m d'altitude, juste en face de Fleurieux-sur-l'Arbresle après avoir parcouru 28,7 kilomètres.

## Communes traversées
Dans le seul département du Rhône, la Turdine traverse ou longe onze communes, et deux cantons :
- dans le sens amont vers aval : Joux, Tarare, Saint-Marcel-l'Éclairé, Pontcharra-sur-Turdine, Saint-Forgeux, Saint-Loup, Saint-Romain-de-Popey, Bully, Savigny et l'Arbresle, Fleurieux-sur-l'Arbresle[notes 1].

Soit en termes de cantons, la Turdine prend source dans le canton de Tarare, conflue dans le canton de L'Arbresle, le tout dans les deux arrondissement de Villefranche-sur-Saône et arrondissement de Lyon.

## Affluents

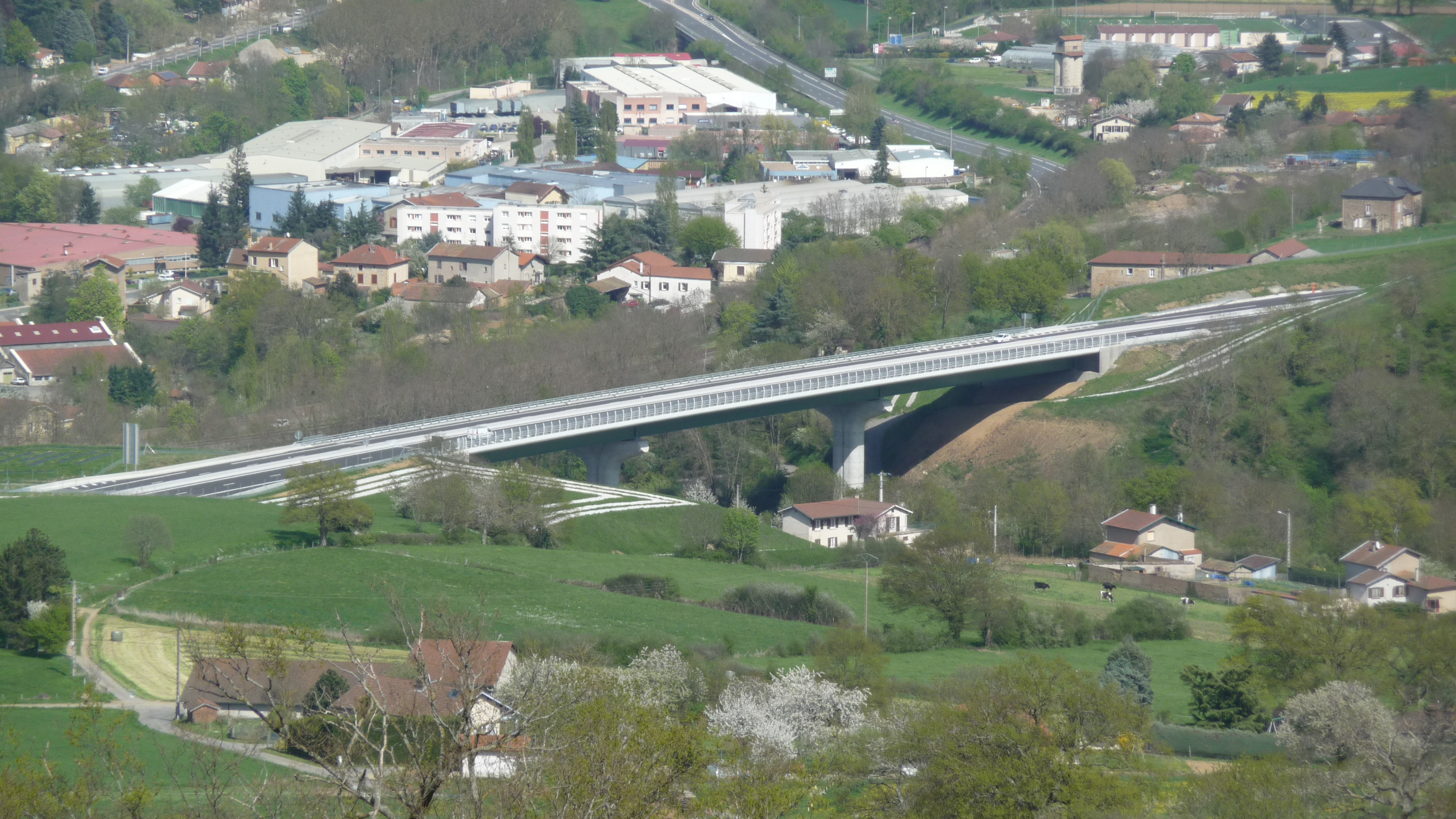
Le Viaduc du Torranchin pour l'autoroute française A89.

La Turdine a neuf affluents référencés :
- le Charveyron (rd) 2,7 km sur la seule commune de Joux
- le ruisseau de Mouillatoux ou ruisseau de Vermaire pour Géoportail (rg) 4,9 km, sur les trois communes de Joux, Les Sauvages, Tarare.
- Le Boussuivre (rg) 5,8 km, sur les trois communes de Joux, Saint-Marcel-l'Éclairé, Violay donc confluant 50 m avant Tarare.
- le Taret ou ruisseau de Peisselay (rg) 6,9 km sur les trois communes de Les Sauvages, Valsonne et Tarare avec un affluent :
  - le ruisseau de Chanellière, 3,5 km sur les deux communes de Les Sauvages et Tarare.
- Le Torranchin (rd) 12 km sur cinq communes avec six affluents, confluant à Pontcharra-sur-Turdine et avec l'autoroute française A89 qui le franchit au viaduc du Torranchin.
- le ruisseau du Brézet puis du Batailly (rd) 6,5 km sur deux communes de Saint-Romain-de-Popey et Ancy.
- le ruisseau des Combes Ribost (rd) 2 km sur deux communes de Saint-Romain-de-Popey et Savigny.
- le ruisseau du Repiel (rg) 2,4 km sur la seule commune de Bully.
- le ruisseau de Thurieux (rd) 2,1 km sur les deux communes de L'Arbresle et Savigny.

## Hydrologie

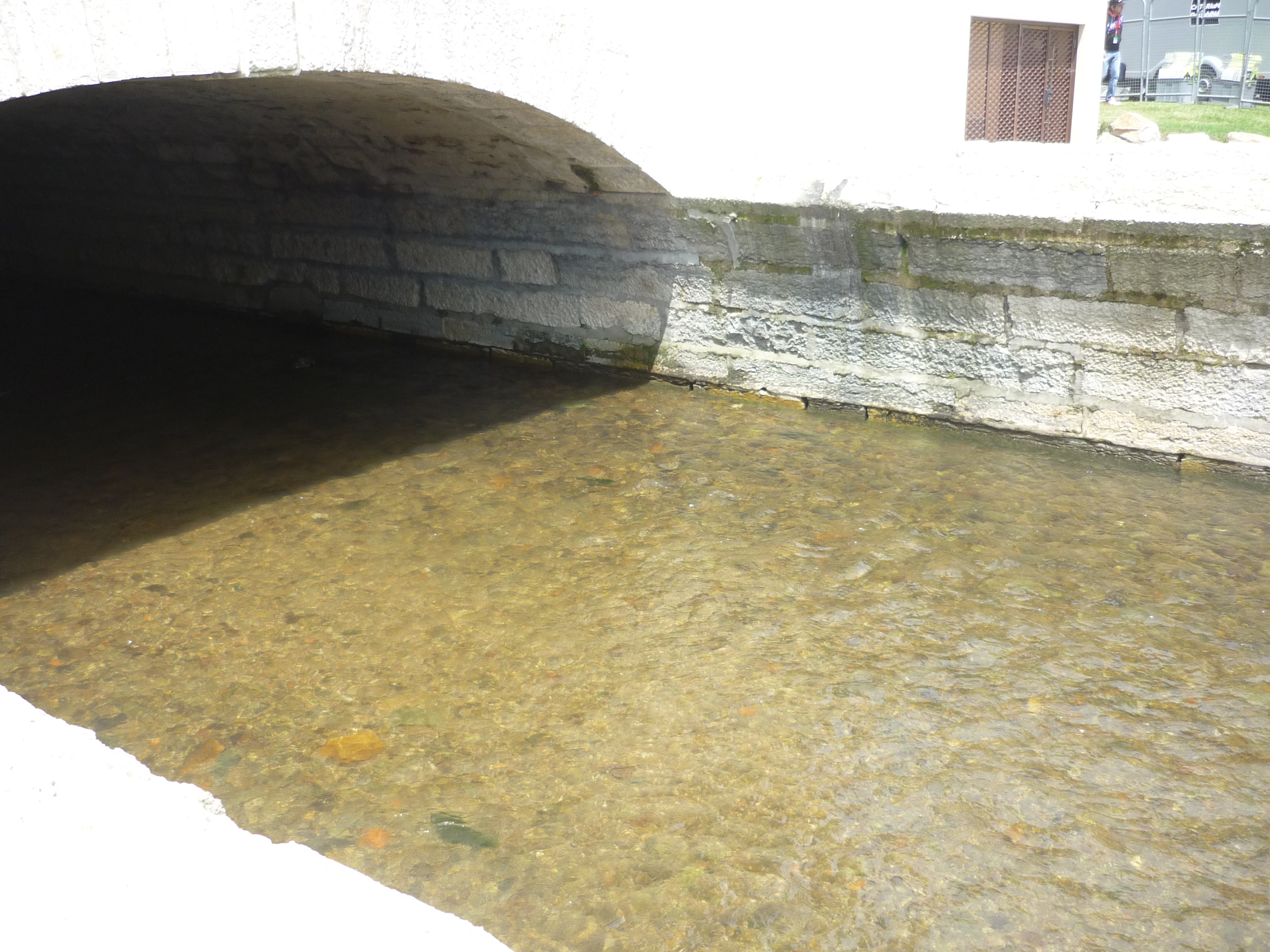
La Trudine canalisée à Tarare.

La Turdine est une rivière très irrégulière, à l'instar de ses voisines du rebord oriental du massif central. Son débit a été observé durant une période de 27 ans (1987-2013), à 234 m d'altitude, à l'Arbresle, localité du département du Rhône située au niveau de son confluent avec la Brévenne. La surface étudiée y est de 161 km2, soit la quasi-totalité du bassin versant de la rivière.
Le module de la rivière à l'Arbresle est de 1,50 m3/s.
La Turdine présente des fluctuations saisonnières de débit fort marquées, comme il est de règle dans la région des monts du Beaujolais. Les hautes eaux se déroulent en hiver et au printemps, et se caractérisent par des débits mensuels moyens allant de 1,79 à 2,34 m3/s, de novembre à avril inclus (avec un maximum en janvier). À partir de la seconde partie du mois de mars cependant, le débit diminue progressivement, et cette baisse se prolonge tout au long du printemps jusqu'aux basses eaux d'été. Celles-ci ont lieu de juillet à septembre inclus, entraînant une baisse du débit mensuel moyen jusqu'au plancher de 0,278 m3/s au mois d'août, ce qui reste assez consistant. Mais ces moyennes mensuelles occultent des fluctuations bien plus prononcées sur de courtes périodes ou selon les années.
Aux étiages, le VCN3 peut chuter jusque 0,041 m3/s (41 litres), en cas de période quinquennale sèche, ce qui est sévère, le cours d'eau étant alors très amaigri. Mais ce fait est fréquent parmi les rivières de la région.
Les crues peuvent être fort importantes, compte tenu de la petitesse du bassin versant. Les QIX 2 et QIX 5 valent respectivement 26 et 44 m3/s. Le QIX 10 est de 56 m3/s, le QIX 20 de 67 m3/s, tandis que le QIX 50 se monte à 82 m3/s.
Le débit instantané maximal enregistré à l'Arbresle a été de 117 m3/s le 2 novembre 2008, tandis que la valeur journalière maximale était de 73,1 m3/s le 2 décembre 2003. Si l'on compare la première de ces valeurs à l'échelle des QIX de la rivière, l'on constate que cette crue était nettement supérieure à la valeur définie par le QIX 50, et donc très exceptionnelle. La hauteur journalière maximale instantanée a été de 327 cm (3,27 m) le 2 novembre 2008.
La Turdine est une rivière relativement abondante. La lame d'eau écoulée dans son bassin versant est de 288 millimètres annuellement, ce qui est cependant quelque peu inférieur à la moyenne d'ensemble de la France (320 millimètres) ainsi que de l'Azergues (300 millimètres), et nettement inférieur à la moyenne du bassin de la Saône (501 millimètres à Lyon). Le débit spécifique (ou Qsp) atteint le chiffre de 9,1 litres par seconde et par kilomètre carré de bassin.

## Organisme gestionnaire
Le Syndicat de Rivières Brévenne Turdine est l'organisme gestionnaire. Sur les onze communes traversées, 30 838 habitants sont sur une superficie de 152 km2, avec une densité de 203,4 hab/km2 à 394 m d'altitude moyenne[réf. nécessaire].

## Aménagements de protection
Le groupe textile homonyme "La Turdine" est implantée à Tarare au bord de la rivière avec deux usines. Production de rideaux en Mousseline, Tergal et traitements d'Apprêt (textile) de tissus. Un plan de prévention des risques d'inondation ou PPRI de la commune a été approuvé le 22 mai 2012 par arrêté préfectoral.

## Toponyme
La Turdine a donné son hydronyme à la commune de Pontcharra-sur-Turdine.